# Цай У
Цай У (кит. 蔡武, пиньинь Cài Wŭ; род. 1949) — китайский политик, министр культуры КНР (2008—2014), заместитель заведующего Отдела пропаганды ЦК КПК.

## Биография
Родился в октябре 1949 года в Ланьчжоу (провинция Ганьсу). С 1971 года работал на угольных шахтах уезда Шаньдань (городской округ Чжанъе).
В 1973 году вступил в КПК. С 1976 года стал работать в Политическом департаменте Бюро угольной промышленности провинции Ганьсу.
В 1978 году по результатам гаокао поступил на Факультет международных отношений Пекинского университета, после окончания которого в 1982 году работал там же преподавателем.
С 1983 года — директор Департамента международных контактов и заместитель генерального секретаря Коммунистического союза молодёжи Китая.
С 1995 года — директор Научно-исследовательского управления Департамента международных контактов ЦК КПК. С 1997 года — заместитель председателя Департамента международных контактов ЦК КПК.
С 2005 года — директор Канцелярии Госсовета КНР.
С 2007 года — член ЦК КПК.
С 2008 года — министр культуры КНР.